# H. H. Holmes
Herman Webster Mudgett (16 de maio de 1861 — 7 de maio de 1896), mais conhecido como Dr. Henry Howard Holmes, foi um assassino em série estadunidense do século XIX. Apesar de ter confessado 27 assassinatos, apenas dez foram confirmados de forma plausível e várias pessoas que ele afirmou ter assassinado ainda estavam vivas.
É comum atribuir a ele cerca de 200 mortes, embora este número seja rastreável apenas em revistas pulp dos anos 1940. Muitas vítimas foram mortas em um edifício de uso misto que ele possuía, localizado a cerca de 4,8 km a oeste da Exposição Universal de 1893, em Chicago: supostamente chamado "Hotel da Feira Nacional" (informalmente "O Hotel dos Assassinatos"). Evidências, no entanto, sugerem que o hotel nunca foi verdadeiramente aberto para visitantes.
Além de ser um assassino em série, Holmes também era um estelionatário e um bigamista, o que foi tema de mais de 50 processos apenas em Chicago. Muitas histórias comuns agora de seus crimes surgiram de relatos ficcionais que os autores mais tarde tomaram como fato; no entanto, em uma biografia de 2017, Adam Selzer escreveu que a história de Holmes é "efetivamente uma nova lorota americana" e, como todas as melhores mentiras, surgiu a partir de uma essência de verdade".
H. H. Holmes foi executado em 7 de maio de 1896, pelo assassinato do amigo e cúmplice Benjamin Pitezel. Durante seu julgamento sobre o homicídio para Pitezel, H. H. Holmes confessou vários outros assassinatos.

## Histórico
Nascido em Gilmanton, New Hampshire, filho de Levi Horton Mudgett e Theodate Page Price, ambos os quais eram descendentes dos primeiros colonos europeus na área. Por meio de seu avô paterno, Samuel Mudgett, foi descendente do Imperador Carlos Magno, sendo parente da atual Família Real britânica. De acordo com o Most Evil 2007 sobre Holmes, seu pai era um alcoólatra violento e sua mãe era metodista. Ele alegou que, quando criança, os colegas o forçaram a ver e tocar um esqueleto humano depois de descobrirem seu medo do médico local. Os bullies inicialmente o levaram lá para assustá-lo, mas Erik Larson especula que ao invés disso ele ficou totalmente fascinado, e logo se tornou obcecado com a morte. Holmes abriu um hotel em Chicago para a Exposição Universal de 1893. Ele foi finalmente pego em 1895 pelo detetive Frank Geyer, da famosa agência Pinkerton, encarregado de investigar o desaparecimento de três crianças, filhos do então parceiro de Holmes, Benjamin Pitezel. Geyer solucionou o caso, o que levou ao julgamento e execução de Holmes. O detetive escreveu um livro contando a sua história, O Caso Pitezel-Holmes.

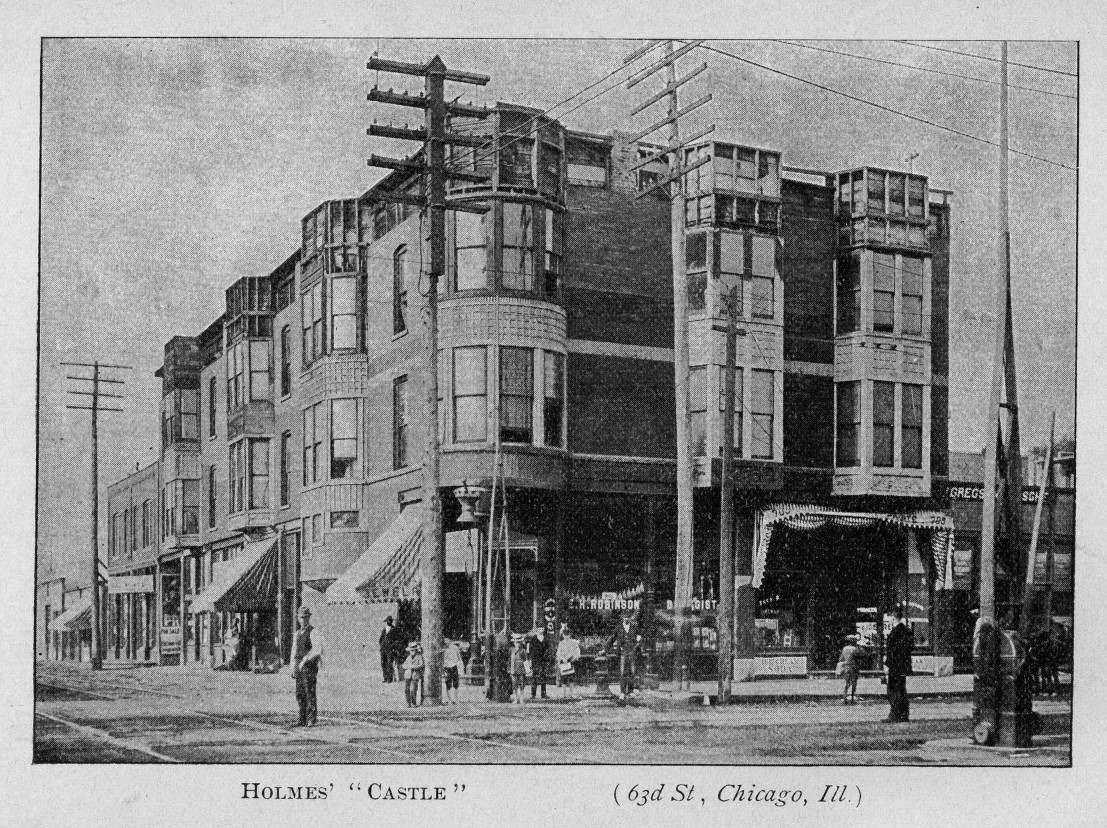
"Castelo" de H. H. Holmes.

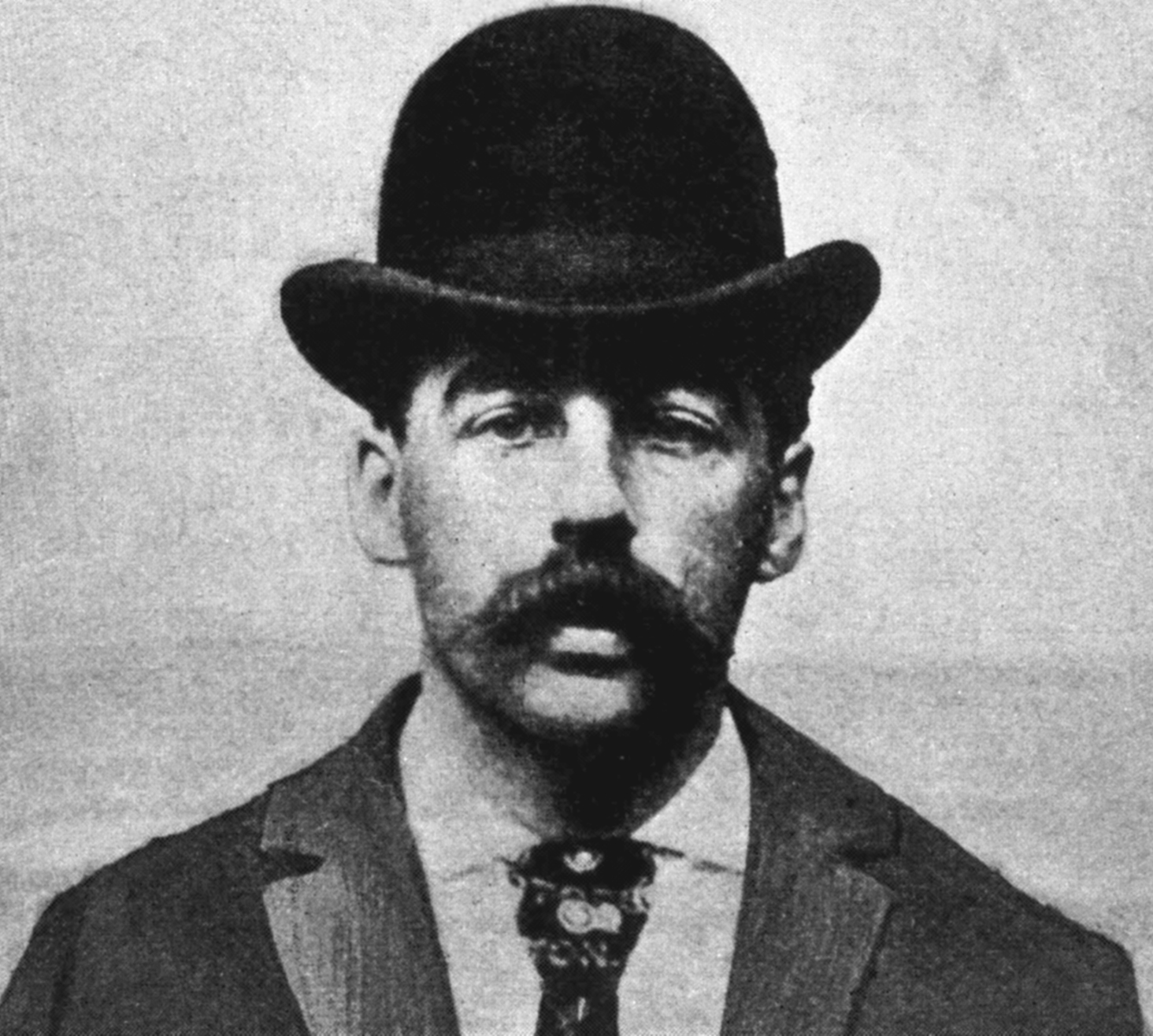
H. H. Holmes em 1895.

Apesar de ter confessado a morte de 27 pessoas, apenas nove foram confirmadas. O caso foi notório em sua época, e recebeu publicidade através de uma série de artigos do jornal William Randolph Hearst.[carece de fontes?]
Morbidamente, mantinha no porão de seu hotel um calabouço da morte, em que atraía as suas vítimas, anestesiando-as logo em seguida. Depois de abusar sexualmente de suas vítimas mulheres, matava-as, retirando a carne dos ossos e vendendo-os às faculdades de medicina. Holmes chegou a Chicago alguns anos antes de se tornar um assassino em série. Ele trabalhava, então, em uma farmácia cujo dono era um homem chamado E. S. Holton, que estava morrendo de câncer. Depois que Holton faleceu, Holmes comprou a farmácia da então viúva do dono. Acontece que, além de assassino, Holmes era também um mau pagador de suas dívidas e, quando a viúva percebeu que não receberia o dinheiro da venda, procurou um advogado para ajudá-la a recuperar o estabelecimento. Misteriosamente, a viúva de Holton acabou morrendo.[carece de fontes?]
Com a viúva fora de seu caminho, Holmes conseguiu comprar outro terreno em frente à farmácia, no qual começou a construir um edifício grande que viria a ser um hotel, teoricamente. A construção do hotel já era estranha por si só, uma vez que Holmes contratou e demitiu várias construtoras enquanto o edifício era edificado. Isso permitiu que somente Holmes tivesse noção de como era curiosa a estrutura como um todo. Quando o hotel finalmente ficou pronto, ele fez do andar térreo a farmácia, que, a essa altura, já era sua. Em seguida, nomeou o lugar como "Hotel da Feira Nacional".[carece de fontes?]

## Impacto cultural
Interessado nos crimes de Holmes, foi revivido em 2003 por Erik Larson em The Devil in the White City (O demônio na Cidade Branca no Brasil), um best-seller de não ficção, que conta a história da Feira Anual e de Holmes.
Em 2004, o cineasta John Borowski realizou o primeiro documentário a filmar a vida inteira do médico torturador, intitulado H. H. Holmes: America's First Serial Killer (H. H. Holmes: O Primeiro Assassino em Série da América) e um livro intitulado The Strange Case of Dr. H.H. Holmes (O Estranho Caso do Dr. H.H. Holmes), que contém a própria versão de Holmes, assim como outros materiais que datam da época do caso.[carece de fontes?]
A série Supernatural dedicou a H. H. Holmes um episódio 6 da segunda temporada, chamado "No Exit", onde mulheres loiras eram mortas em um prédio pelo fantasma de Holmes.
Na série Sherlock há uma referência no episódio 2, da quarta temporada, em que o vilão tem um hospital que só ele sabe exatamente a planta pois contratou e demitiu diversos projetistas, exatamente como H. H. Holmes. O vilão Culverton Smith também faz uma referência direta sobre H. H. Holmes, questionando Sherlock se ele seria o seu irmão, pois tem o mesmo sobrenome.
A quinta temporada de American Horror Story, um episódio chamado "Hotel" teve a história e o hotel construído por Holmes como inspiração. O personagem James March foi inspirado em H. H. Holmes.
O jogo The Dark Pictures Anthology: The Devil in Me é um drama interativo de 2022 em que se há a réplica do hotel e de Holmes.